# Aengenesch
Aengenesch is een buurtschap behorend tot Kapellen (gemeente Geldern) in Noordrijn-Westfalen in Duitsland. Sommige delen van de buurtschap behoren tot de gemeente Issum.

## Geografie
Aengenesch ligt linksrijns in de laagvlakte van de Nederrijn. Het gebied wordt ontwaterd door de Issumer Fleuth, die uitmondt in de Niers. 
Naburige plaatsen zijn Issum in het oosten, Kapellen in het noorden, Geldern in het westen en Hartefeld in het zuiden.
| Plaatsen in de omgeving | Plaatsen in de omgeving | Plaatsen in de omgeving | Plaatsen in de omgeving | Plaatsen in de omgeving |
| ----------------------- | ----------------------- | ----------------------- | ----------------------- | ----------------------- |
|                         |                         | Kapellen                |                         |                         |
|                         |                         |                         |                         |                         |
| Geldern                 | Issum                   |                         |                         |                         |
|                         |                         |                         |                         |                         |
|                         |                         | Hartefeld               |                         |                         |

## Bezienswaardigheden
Tot de bezienswaardigheden behoort de Sint-Mariakerk die werd ingewijd in 1431. De kerk heeft nu nog een bescheiden betekenis als regionaal bedevaartsoord, met jaarlijks zo'n duizend bezoekers.
Een andere landmark is de torenruïne van Haus Langendonk. Het voormalige waterslot was direct aan de Fleuth gelegen en werd voor het eerst genoemd in 1391. 

## Afbeeldingen

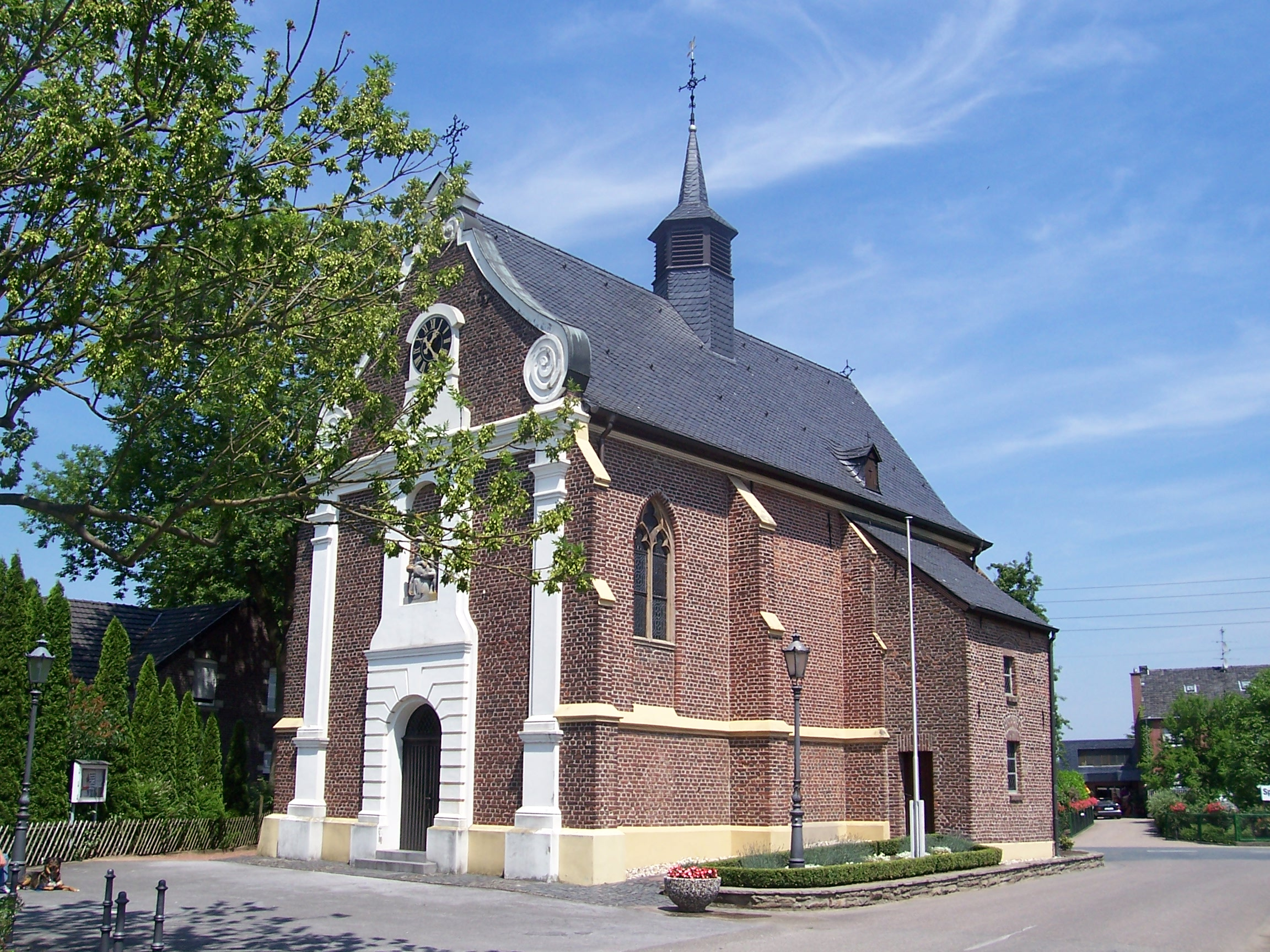
Sint-Mariakerk (bedevaartskerk)
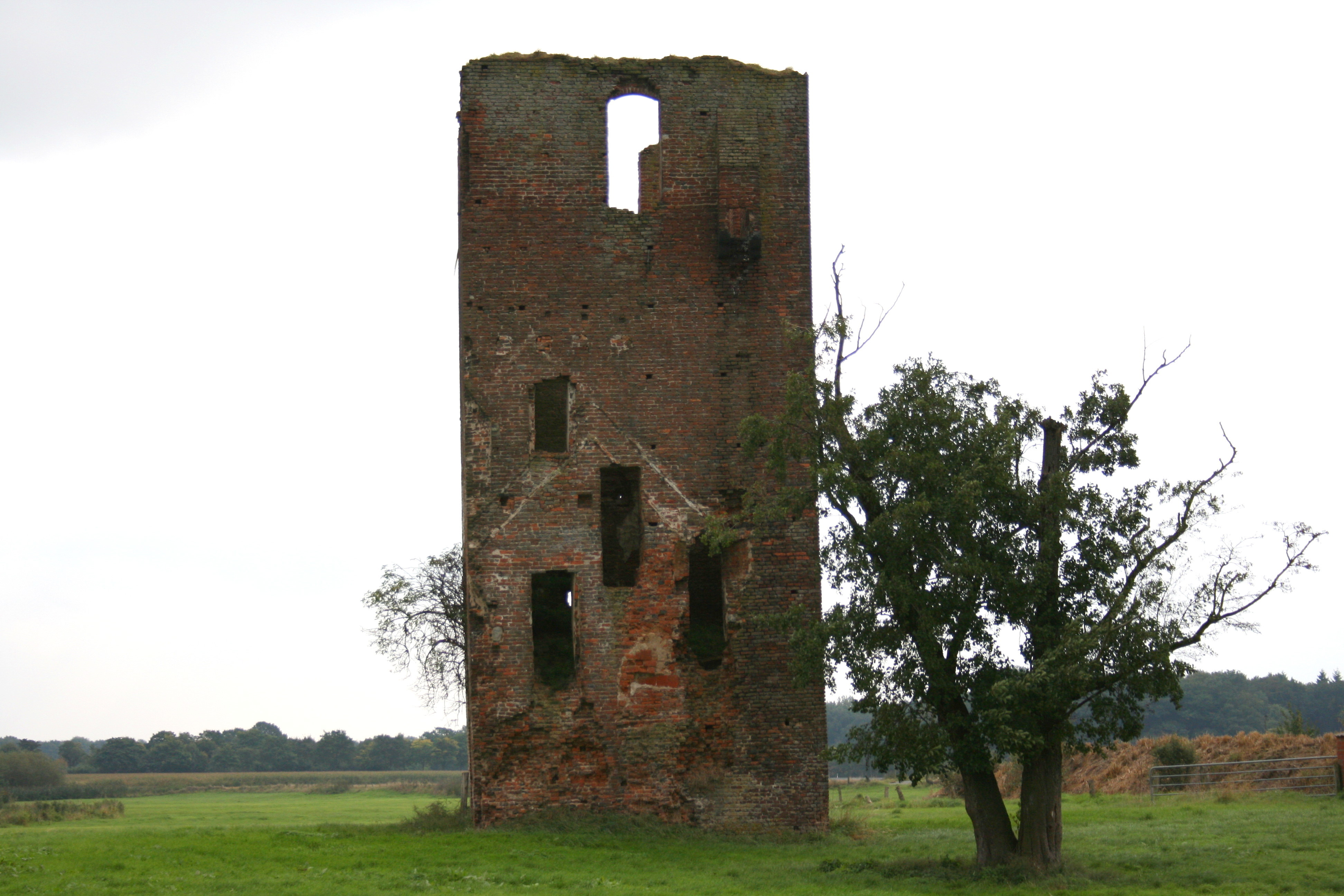
Torenruïne van Haus Langendonk